# The Simpsons Pinball Party
The Simpsons Pinball Party is een flipperkastspel gebaseerd op de animatieserie The Simpsons.
Het spel is gemaakt door Stern Pinball en kwam uit in 2003. Stemacteurs Dan Castellaneta, Nancy Cartwright en Hank Azaria werkten mee aan de ontwikkeling door de stemmen voor het spel in te spreken.
Verschillende Simpsons actiefiguurtjes uit de World of Springfield speelgoedlijn zijn opgenomen in het spel.
Dit is het tweede Simpsons flipperkastspel. De eerste was The Simpsons van Data East Pinball (voorloper van Stern Pinball) in 1990.